# Mujer de madera
Mujer de madera, est une telenovela mexicaine diffusée en 2004-2005 par Televisa.

## Distribution
- Ana Patricia Rojo - Marissa Santibáñez
- Jaime Camil - Cesar Linares Gómez
- Gabriel Soto - Karlos Gómez * Mayrín Villanueva - Mariana Sánchez
- Maya Mishalska - Piedad Villalpando
- Adamari López - Lucrecia "Luz" Santibáñez Villalpando
- María Sorté - Celia
- Julio Alemán - Aarón Santibáñez
- Carlos Cámara Jr. - Efrain Soto
- Ludwika Paleta - Alda Santibanez
- Carlos Bracho - Ramiro Linares
- Otto Sirgo - Leopoldo Rebollar
- Roberto Blandón - Marco Antonio
- Jorge Poza - Rogelio Rebollar
- Frances Ondiviela - Georgina Barrenechea
- Nailea Norvind - Viviana
- Paola Treviño - Alondra Rivas-Cacho
- Lorena Tassinari - Rocío
- Ricardo Barona - Sergio "El Perico" Portillo
- Jorge Consejo - Flavio
- Michelle Ramaglia - Vicky
- Claudio Báez - Benjamín Gómez
- Lupita Lara - Lucía
- Erika García - Andrea Gómez
- Karla Lozano - Antonia
- Irina Areu - Mago
- Rudy Casanova - Nelson Winter "El Combayo"
- Jose Luis Cordero - Felipe
- Andrea García - Jimena
- Adriana Laffan - Adelaida
- Anghel - Clarabella
- Gustavo Negrete - Edmundo Rivas-Cacho
- Isabel Molina - Kassandra
- Gerardo Klein - Isaac
- Carlos Miguel - Miguel Aguirre
- Ricardo Silva - Ernesto
- Raul Ochoa - Raúl
- Silke Ruiz - Monserrat
- Mario del Río - Sánchez
- Alejandro Villeli - Cruz
- Siena Perezcano - Yatana
- Claudia Mendoza - Eugenia
- Luis Romo - El Rasguñado
- Martha Ortiz - Concepción
- Toño Infante - Ángelo
- Rodolfo Velez - Don Máximo
- Luz María Guizar - Jessica
- Silvia Ramírez - Carmen
- Claudia Troyo - Deborah San Román
- Elias Chiprout - Adán Barrenechea
- Hugo Acevez - Aldo
- Eduardo Cuervo - Horacio
- Elena Carrasco - Lic. Malpica
- Mónica Macías - Venus
- Natalia Juarez - Marissa (niña)
- Mauricio Barcelata - Vicente
- Marco Méndez - Alberto
- Verónica Ibarra - Berenice
- Gabriela Ramirez - Candy
- Gisella Aboumrand - Karen
- Paola Toyos - Susana
- Pablo Magallanes - Valentín
- Fatima Torre - Paola
- Aída Hernandez - Ana Luisa
- Alberto Chávez - Pedro
- Andres Garza - Marquito
- Armando Zamarripa
- Arturo Muñóz - Ignacio
- Bertha Kaim - Teibolera
- Florencia Ferret - Alba
- Gabriela Zamora - Jennifer
- Georgina del Rincón - Teté
- Haydeé Navarra - Flor
- Iliana de la Garza - Chonita
- Javier Ernez - Melchor Magaña
- Jorge Trejo - Facundo
- Juan Carlos Cassasola - Heriberto
- Lorena Alvarez - Dalia
- Lisardo - Emilio Arroyo
- María Dolores Oliva - Sabina
- Miguel Serros - Dr Nuñez
- Norma Iturbe - Rosita
- Paola Flores - Fernanda
- Regina Abad - Ivonne Barreneche
- Roberto Porter - Padre
- Roberto Tello - El Buda
- Rodrigo Ruiz - Carmelo
- Roger Cudney - Dr Wilson
- Salvador Ibarra - Martín
- Sergio García - Joaquín
- Sylvia Valdés - Brigida

Participation Stellaire
- Alejandro Calva - Clemente Rebollar

## Diffusion internationale
- Canal de las Estrellas: Lundi au vendredi à 21h00 (26 avril 2004-4 février 2005)
- Amérique latine - Canal de las Estrellas (Amérique latine)
- Canal RCN
- Gama TV
- Univision
- Venevision
- RTV Pink
- Pink BH
- Pink M
- SNT
- TVN
- MEGA: Lundi au vendredi à 16h00 (2004-2005)
- LaTele
- América Televisión
- Telemetro Panamá
- TVN: Lundi au vendredi à 16h30 (2013)